# Посольство (телесериал)
«Посо́льство» — российский драматический криминальный телесериал режиссёра Артёма Аксененко.
Премьерный показ состоялся с 7 по 11 мая 2018 года на «НТВ».

## Сюжет
Действие сериала разворачивается в одной из стран Восточной Европы. По сюжету, местные спецслужбы задерживают первого секретаря российского посольства Геннадия Марковича Веденеева. При загадочных обстоятельствах его обнаружили в одном из столичных баров с кейсом, набитым запрещёнными веществами. Это событие моментально становится главным международным скандалом. Теперь команде российских дипломатов во главе с послом Алексеем Прокофьевым нужно не только оперативно разобраться с запутанной сетью интриг вокруг российского посольства, но и придумать, как повернуть ситуацию в свою пользу.

## В ролях
- Игорь Ливанов — Алексей Владимирович Прокофьев, Посол РФ в Каледонии
- Виктория Толстоганова — Анна Прокофьева
- Гела Месхи — Геннадий Маркович Веденеев, первый секретарь посольства РФ в Каледонии
- Виталий Кищенко — Карел Шульц, директор SVRC-(Служба внешней разведки и контрразведки) Каледонии
- Диана Пожарская — Яна Нейман, глава оперативного отдела SVRC-(Служба внешней разведки и контрразведки) Каледонии
- Мартиньш Вилсонс — Урбанек, президент Каледонии
- Алёна Ивченко — жена Урбанека
- Дмитрий Фрид — Хефферн, посол США в Каледонии
- Виктория Соловьёва — Эндрюс, посол Великобритании в Каледонии
- Игорь Кистол — Лауб, министр МВД Каледонии
- Иван Верховых — Густав Шуберт, следователь криминальной полиции Каледонии
- Валерий Афанасьев — министр иностранных дел РФ
- Антон Афанасьев — Государственный секретарь США
- Сергей Комаров — Илья Валерьевич Никонов, сотрудник посольства РФ
- Николай Мачульский — Игорь Петров
- Антон Кузнецов — Алекс Ашкенази, сотрудник оперативного отдела SVRC
- Анна Андрусенко — Татьяна Родионова, секретарь пресс-службы посольства РФ
- Дмитрий Чеботарёв — Менч, лидер парламентской оппозиции Каледонии
- Юлия Ауг — Синицына, сотрудник пресс-службы посольства РФ
- Андрюс Паулавичюс — Блум, министр иностранных дел Каледонии
- Андрей Руденский — Крамериус, глава администрации президента Каледонии
- Андрей Рябенков — Винтер
- Екатерина Волкова — Елена Лауб
- Алена Лаптева — Эмма Дестинова
- Даниил Воробьёв — Вилимек, известный блогер
- Валентина Ельшанская — Инга, девушка Вилимека
- Эдуард Флёров — Кребс, сотрудник Интерпол
- Юрий Ваксман — Фишер
- Анастасия Немец — Титова, сотрудница МИД РФ
- Илья Ермолов — Вацлав
- Валерий Гришко — Семёнов
- Александр Вершинин — Васильев
- Любовь Матюшина — Вера Шуберт
- Сергей Апрельский — Роб, агент ФБР
- Алексей Назаров — ведущий
- Анатолий Петченко — Верке
- Иван Сергеев — помощник следователя
- Вадим Руденко — журналист

## Съёмочная группа
- Автор идеи: Виктор Согомонян
- Автор сценария: Ренат Хайруллин
- Режиссёр-постановщик: Артём Аксененко
- Оператор-постановщик: Алексей Сурков
- Художник-постановщик: Василий Грозный
- Композитор: Алексей Лукьянов
- Художник по костюмам: Янина Гафиатулина
- Художник по гриму: Елена Мамедова
- Художник по реквизиту: Сергей Юдин
- Режиссёры монтажа: Иван Жучков и Александр Ермаков
- Звукорежиссёр: Кирилл Симаков
- Кастинг-директор: Наталья Гнеушева
- Режиссёр: Александра Евстратова
- Второй режиссёр по планированию: Татьяна Прайд
- Шеф постпродакшн: Денис Ковригин
- Гаффер: Алексей Колчев
- Художник-декоратор: Алексей Дубинин
- Камермен: Сергей Ульянов
- Плейбек: Дмитрий Малков
- Локейшн-менеджеры: Ольга Кравченко, Дмитрий Торчинский и Алексей Адамов
- Постановка трюков: Юрий Сысоев и Александр Соловьев
- Музыкальный редактор: Ольга Кулакова
- Графика: Михаил Егошин, Владимир Орел и Андрей Пермяков
- Цветокоррекция: Михаил Семенов
- Звукорежиссёр постпродакшн: Дмитрий Лыков
- Директор съемочной группы: Анзор Жемгуразов
- Линейный продюсер: Олег Капустин
- Линейный продюсер НТВ: Дмитрий Смоляков
- Редактор НТВ: Вера Штейнгель
- Исполнительные продюсеры: Александр Логинов, Наталья Пронина
- Продюсер: Михаил Волобуев и Виктор Согомонян